# 山田脩二
山田 脩二（やまだ しゅうじ、1939年 - ）は、日本の元写真家、淡路瓦師。兵庫県西宮市生まれ。
桑沢デザイン研究所卒業後、1962年からフリーカメラマンとなる。建築や美術の撮影をしながら、同時に日本各地の村や町、新旧が入り交じった都市の風景を絞り撮影し続けた。1970年初頭に雑誌『郡市住宅』の依頼で象設計集団のドーモ・セラカントとドーモ・アラベスカを撮影。
1982年に淡路島に住まいを移し、職業写真家から瓦職人「カワラマン」に転身した。
2007年、織部賞受賞。

## 主な著書
- 『山田脩二・新版・日本村　1960－2020』平凡社、2021年
- 『山田脩二　日本旅　1961－2010』大崎紀夫編、平凡社、2010年
- 『山田脩二・日本村　1966－1979』三省堂、1979年
- 『カメラマンからカワラマンヘ』筑摩書房〈ちくまプリマーブックス〉、1996年
- 『日本の写真家39　山田脩二』岩波書店、1998年
- 新版『日本村』1960－2020』平凡社、2020年

### 共著
- 『どん行列車の旅 気ままにたずねる心のふるさと』千田夏光文 サンケイ新聞出版局 ディスカバー・ジャパン・ブックス 1973
- 『京都の記録 第1巻 千年のこころ』林屋辰三郎 撮影 時事通信社 1974
- 『瓦　歴史とデザイン』小林章男・文、淡交社、2001年